# Jujutsu kaisen - Sorcery Fight
Jujutsu kaisen - Sorcery Fight (呪術廻戦?) è un manga scritto e disegnato da Gege Akutami, serializzato sulla rivista Weekly Shōnen Jump di Shūeisha dal 5 marzo 2018 al 30 settembre 2024. I capitoli sono stati raccolti e pubblicati in 30 volumi tankōbon dal 4 luglio 2018 al 25 dicembre 2024. L'edizione italiana del manga viene pubblicata da Planet Manga a partire dal 31 ottobre 2019.
La serie è il sequel di una serie mensile di quattro capitoli chiamata L'istituto di arti occulte di Tokyo (東京都立呪術高等専門学校?, Tōkyō toritsu jujutsu kōtō senmon gakkō), che è stata pubblicata sulla rivista Jump Giga di Shūeisha da aprile a luglio 2017, e successivamente pubblicata sotto forma di volume con il titolo Jujutsu kaisen 0 il 4 dicembre 2018.
Un adattamento anime realizzato da MAPPA viene trasmesso in Giappone dal 3 ottobre 2020, e pubblicato su Crunchyroll per lo streaming al di fuori dell'Asia.

## Ambientazione
Nel manga, tutti gli esseri viventi emanano quella che si chiama Energia malefica (呪 力?, Juryoku, lett. "Potere della maledizione"), che nasce dalle emozioni negative che fluiscono naturalmente in tutto il corpo. Le persone normali non possono controllare tale flusso nei loro corpi, e perdono quindi continuamente energia malefica, causando la nascita delle Maledizioni (呪い?, Noroi).
Gli Stregoni (呪術師?, Jujutsu-shi, lett. "Sciamani") sono persone che controllano il flusso di energia malefica nei loro corpi, consentendo loro di usarla a loro piacimento e anche di ridurre la sua fuoriuscita. Gli stregoni e le maledizioni di alto rango possono raffinare questa energia e usarla per compiere delle tecniche maledette (呪術式?, Jujutsushiki), che tendono a essere uniche per l'utilizzatore o per la sua famiglia. Una forma avanzata di tecnica maledetta è l'espansione del dominio (領域展開?, Ryōiki Tenkai, lett. "Espansione dell'area"), tramite la quale l'utilizzatore può usare la sua energia malefica per costruire una dimensione tascabile che copre l'area circostante, all'interno della quale non solo la sua prestazione fisica risulterà amplificata ma garantisce una maggiore potenza alle abilità peculiari dello stregone.
L'energia malefica può essere applicata agli attacchi fisici per aumentare il loro potere distruttivo e può anche essere usata in modo difensivo per indurire il corpo dell'utilizzatore. La forza di uno stregone è generalmente giudicata dal suo livello di energia malefica.
Gli istituti per la formazione degli stregoni hanno ideato un sistema di classificazione per gli stregoni e le maledizioni, che va dal quarto grado al grado speciale, il più alto in assoluto.

## Trama
Yuji Itadori è uno studente del liceo fuori dalla norma che vive a Sendai con suo nonno. Nonostante il suo innato talento per lo sport, rifiuta di unirsi alla squadra sportiva a causa della sua avversione per l'atletica. Sceglie invece di unirsi al club di ricerca sull'occulto, dove può rilassarsi e lasciare la scuola entro le 17:00 per visitare suo nonno in ospedale. Mentre è sul letto di morte, suo nonno lo invita ad "aiutare sempre gli altri" e gli raccomanda di "morire circondato da persone". Dopo la morte del nonno, incontra Megumi Fushiguro, un suo coetaneo stregone, che lo informa dell'esistenza di un talismano maledetto, appartenente ad una maledizione di alto livello (il dito di Sukuna, catalogato nel mondo della stregoneria come "livello speciale") nella scuola frequentata da Yuji. Nel frattempo i suoi amici del club dell'occulto, in possesso del talismano, aprono il sigillo posto su di esso e attraggono tutte le maledizioni nella scuola su di loro. Raggiunta la scuola ma incapace di sconfiggere le maledizioni a causa della sua mancanza di energia maledetta, Yuji ingoia il dito (la vera forma del talismano) per proteggere Megumi e i suoi amici, diventando l'ospite di Ryomen Sukuna, una maledizione molto potente. Nonostante sia posseduto, Yuji è ancora in grado di mantenere il controllo del suo corpo. In quanto maledizione, Yuji avrebbe dovuto essere giustiziato, ma grazie a Satoru Gojo (lo stregone più potente e responsabile degli alunni del primo anno all'Istituto di Arti Occulte di Tokyo), i piani alti del mondo della stregoneria acconsentono a rimandare l'esecuzione finché non avrà assorbito tutti i 20 frammenti dell'anima di Sukuna (ossia le sue 20 dita), così da esorcizzare definitivamente la maledizione.

## Media

### Manga
Jujutsu kaisen è scritto e disegnato da Gege Akutami. La serie è iniziata su Weekly Shōnen Jump il 5 marzo 2018. Il primo volume è stato pubblicato il 4 luglio 2018, mentre l'ultimo, il trentesimo, il 25 dicembre 2024. Un volume prequel intitolato Jujutsu kaisen - Sorcery Fight 0: L'istituto di arti occulte (呪術廻戦 0 東京都立呪術高等専門学校?, Jujutsu kaisen 0: Tokyo toritsu jujutsu kōtō senmon gakkō) è stato pubblicato il 4 dicembre 2018. Il volume raccoglie i quattro capitoli pubblicati nel 2017 su Jump Giga. A luglio 2019, Planet Manga ne ha annunciato la pubblicazione italiana, che è iniziata il 31 ottobre 2019.

### Anime

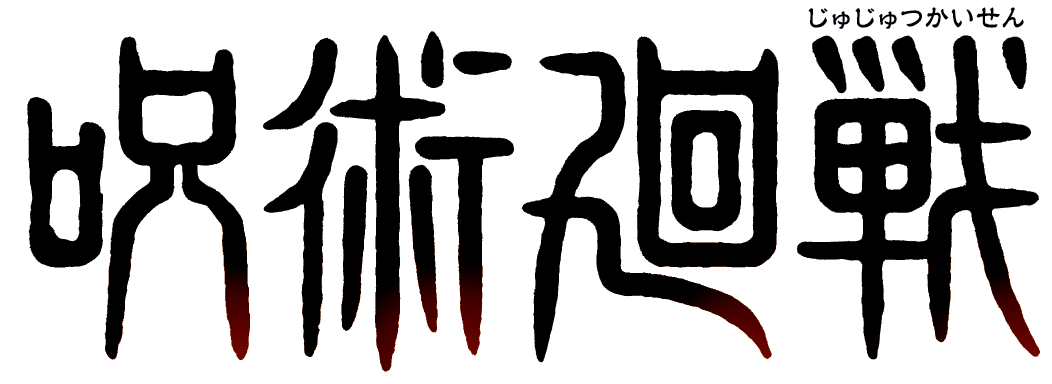
Logo della serie

Un adattamento anime televisivo è stato annunciato nel numero 52 di Weekly Shōnen Jump pubblicato il 25 novembre 2019. La serie è prodotta da MAPPA e diretta da Sunghoo Park. Il primo episodio è stato pubblicato in streaming su YouTube e Twitter il 19 settembre 2020, mentre la serie è stata ufficialmente trasmessa in Giappone a partire dal 3 ottobre fino al 27 marzo 2021. La prima opening della serie, Kaikai Kitan, è cantata da Eve, mentre la prima ending, Lost in Paradise, dalla band ALI in collaborazione con Aklo. L'anime è stato pubblicato su Crunchyroll per lo streaming al di fuori dell'Asia. La colonna sonora originale della serie anime, composta da Hiroaki Tsutsumi, Yoshimasa Terui e Arisa Okehazama, è uscita su 2 CD il 21 aprile 2021.
Un film d'animazione dal titolo Jujutsu kaisen 0 - Il film è stato annunciato il 26 marzo 2021, il quale adatta il volume 0 del manga e perciò funge da prologo alla storia; La pellicola ha debuttato nelle sale cinematografiche giapponesi il 24 dicembre 2021 e in quelle italiane il 9 giugno 2022.
Una seconda stagione animata è stata annunciata il 12 febbraio 2022 ed è stata trasmessa dal 6 luglio al 28 dicembre 2023. È divisa in due parti.
Un seguito è stato annunciato dopo la conclusione della seconda stagione.
È una delle prime serie disponibili su Crunchyroll anche con doppiaggio italiano. Il doppiaggio italiano è stato curato dalla Lylo Italy (in seguito rinominata Transperfect Italia) sotto la direzione di Matteo Brusamonti. L'adattamento dei dialoghi dell'edizione italiana è stato effettuato da Laura Cherubelli.

## Accoglienza

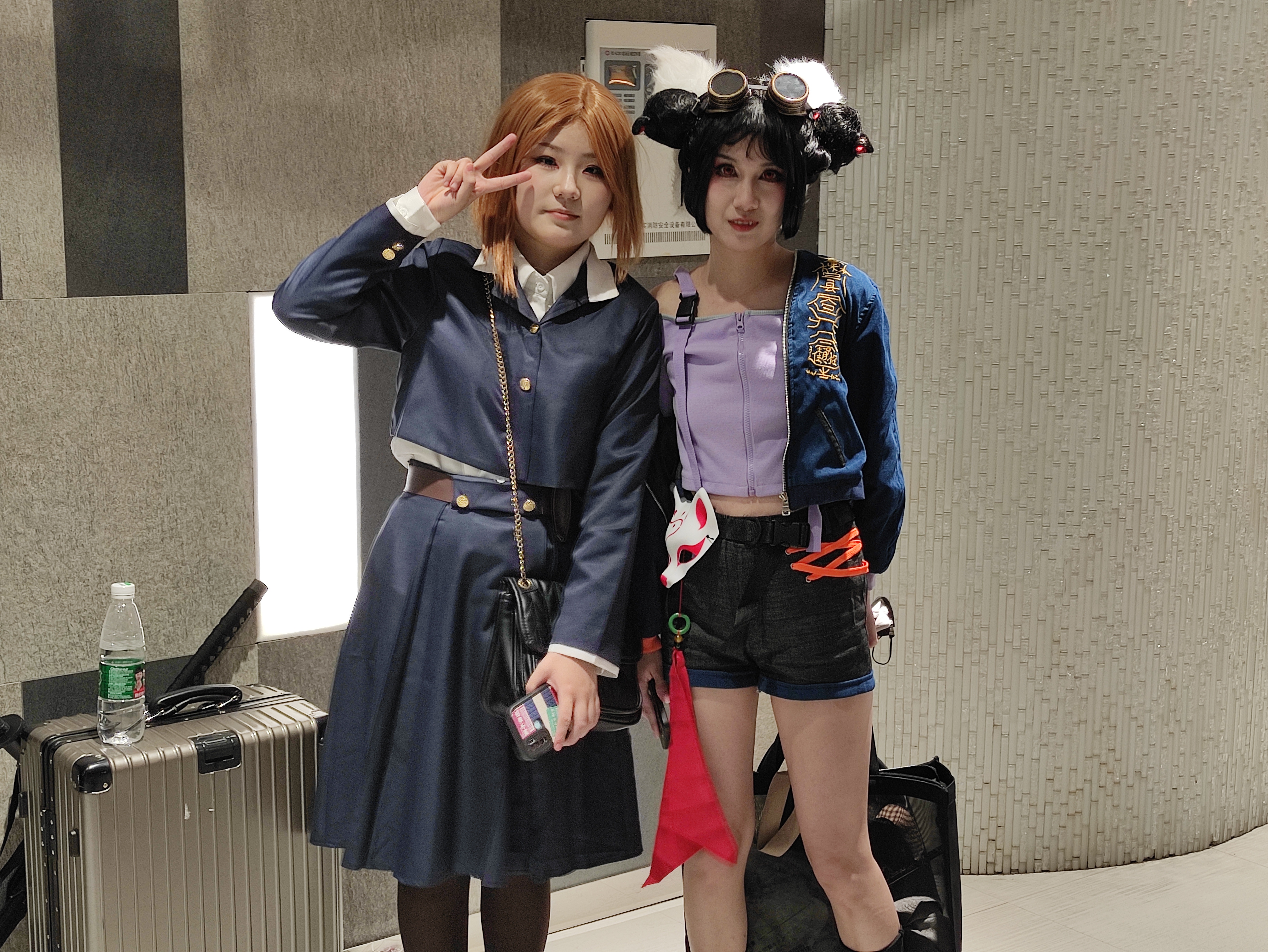
Cosplayer di Nobara e Nanami

La serie aveva 600 000 copie in circolazione a dicembre 2018 770 000 copie in circolazione dal 1º febbraio 2019 e oltre 10 milioni di copie in circolazione (comprese le copie digitali) a ottobre 2020, con una crescita del 400% in un anno e di circa il 230% in un semestre.
Jujutsu kaisen è stata la quinta serie manga più venduta nel 2020, con 6 702 736 copie vendute. A partire da dicembre 2020, il manga ha 15 milioni di copie in circolazione, comprese le versioni digitali. A gennaio 2021, il manga ha oltre 20 milioni di copie in circolazione, comprese le versioni digitali, aumentate a 25 milioni di copie in circolazione entro il 26 gennaio.
Ad aprile 2021 il manga aveva oltre 45 milioni di copie in circolazione, poi aumentate a 50 a maggio. Jujutu Kaisen è stato il manga più venduto nel 2021, con oltre 30 milioni di copie vendute.
Nel sondaggio Manga Sōsenkyo 2021 indetto da TV Asahi, 150 000 persone hanno votato la loro top 100 delle serie manga e Jujutsu kaisen si è classificata al 19º posto.